# شاهدختی از سرزمینی شرقی

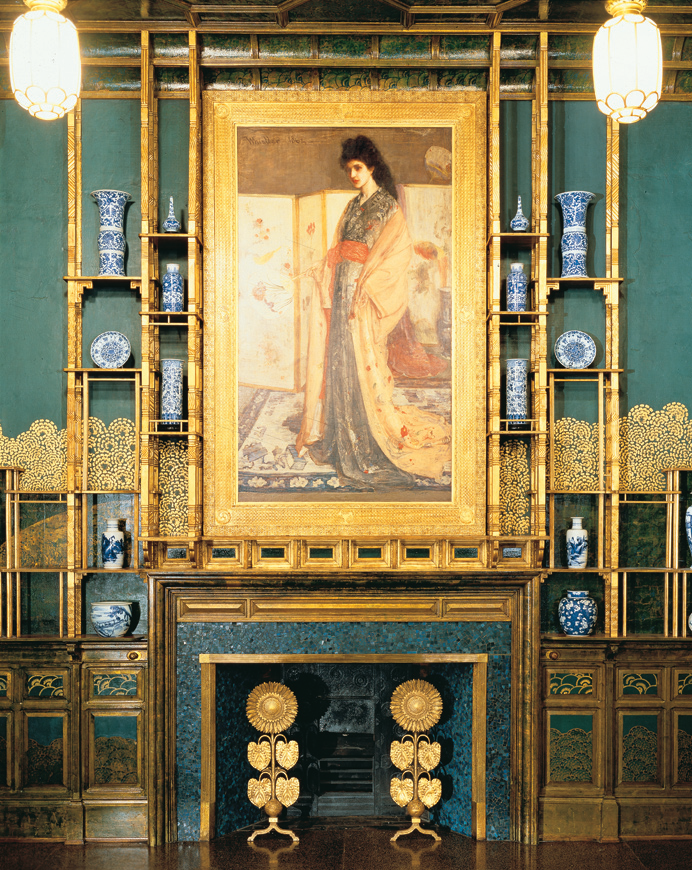
عکسی از این اثر که تابلو را بالای شومینه اتاق :en:The Peacock Room در نگارخانه هنر فریر نشان می‌دهد.

رز و نقره: شاهدختی از سرزمینی شرقی (انگلیسی: The Princess from the Land of Porcelain) نقاشی‌ایست از هنرمند آمریکایی-زاده جیمز مک‌نیل ویسلر که در سال‌های ۱۸۶۳ تا ۱۸۶۵ نقاشی شد. این نقاشی هم‌اکنون بالای شومینه در اتاق en:The Peacock Room در نگارخانه هنر فریر در واشینگتن، دی.سی. نگهداری می‌شود.